# Parti Démocrate Populaire
De Parti Démocrate Populaire (Nederlands: Democratische Volkspartij) was een Franse christendemocratische en centristische partij.

## Geschiedenis
Aanvankelijk waren de meeste rooms-katholieke politici tegenstanders van de republikeinse staatsvorm en voorstanders van het herstel van de monarchie. Paus Leo XIII wilde echter dat de rooms-katholieken zich verzoenden met de republiek. Dezelfde paus schreef in 1899 de encycliek Rerum Novarum (Over Nieuwe Dingen) waarin hij katholieken aanmoedigde om sociaal-christelijke partijen op te richten die zouden moeten verzetten tegen het kapitalisme en socialisme. In 1919 traden katholieke politici toe tot het Bloc National (Nationaal Blok) dat van 1919 tot 1924 over Frankrijk regeerde. Bij de parlementsverkiezingen van 1924 werden 14 christendemocratische personen in de Kamer van Afgevaardigden (Chambre des Députés) gekozen, die vanaf november 1924 de PDP-fractie zouden gaan vormen.
Op 15 en 16 november 1924 vond, onder leiding van Georges Thibout, een congres van Katholiek-socialen plaats, hetgeen resulteerde in de oprichting van de Parti Démocrate Populaire. Deze partij baseerde zich op de katholiek-sociale leer zoals deze was opgetekend in de encyclieken van de pausen. Ook noemde de PDP zich republikeins en verzette zij zich niet tegen het principe van de laïcité. Daarnaast respecteerde de PDP de scheiding van kerk en staat in Frankrijk. De partij was echter fel tegen het antiklerikalisme, dat zo kenmerkend was voor de Derde Franse Republiek. De partij was voorstander van decentralisatie en federalisme. De leiding en de ideologen van de PDP noemden de partij steevast centristisch en wezen beschuldigingen van critici dat de partij conservatief en rechts was van de hand. Ideologisch gezien stond de PDP niet ver af van de Alliance Démocratique (Democratische Alliantie). De organisatiestructuur werd overgenomen van de SFIO (nationale raad, uitvoerende commissie).
Tijdens het kabinet-Herriot (1924-1925), dat bestond uit de Parti Radical-Socialiste (Radicaal-Socialistische Partij) en de SFIO (socialisten), voerde de PDP heftige oppositie tegen de antiklerikale wetgeving. De PDP vormde een alliantie met andere katholieke parlementariërs onder de naam Fédération Nationale Catholique (FNC). De FNC werd geleid door generaal Édouard de Castenau. De PDP steunde het daaropvolgende centrumrechtse kabinet-Poincaré (1926-1929), maar was later teleurgesteld in het ontbreken van een sociale wetgeving. Bij de parlements- en kantonsverkiezingen van 1928 wist de PDP haar positie te versterken. Tussen 1928 en 1930 nam PDP'er Auguste Champetier de Ribes deel aan diverse centrumregeringen. Eind jaren 20 kwam het tot een breuk in de samenwerking tussen de Fédération Républicaine, de grootste conservatieve seculiere partij in het parlement. De PDP en de FR werkten sinds de oprichting van de PDP in 1924 samen. Hierna raakte de PDP in het Franse parlement in een isolement.

### Verval
De partij verliest zetels bij de parlementsverkiezingen van 1932 en verliest haar aantrekkingskracht op de kiezers. Veel kiezen zoeken hun heil bij de nieuwe rechtse en "nationale" partijen. De PDP schoof in de jaren 30 ook op naar rechts, zonder echter op te schuiven naar uiterst rechts. De partij verzet zich tegen de opkomst van autoritaire en fascistische regimes (Hitler, Mussolini) in Europa. In 1939 maakte PDP'er Jean Raymond-Laurent als onderdeel van een parlementaire delegatie, een reis naar Spanje. Jean Raymond-Laurent zegde zijn steun toe aan de Spaanse republikeinen en gaf toe dat de bedreiging van extreemrechts in Europa veel groter was dan het communisme van de Sovjet-Unie. De meeste partijleden waren echter voor "bemiddeling" tussen de Spaanse republikeinen en de nationalisten van generaal Franco.
De PDP fractie was tegen het Verdrag van München (1938).

### Opheffing
Na de Franse nederlaag tegen nazi-Duitsland in 1940 stemden vier van de veertien PDP-parlementariërs op 10 juli 1940 tegen het verlenen van bijzondere bevoegdheden aan maarschalk Philippe Pétain, de toenmalige premier. In de periode na de stemming en de vestiging van het Vichy-regime onder Pétain staakte de PDP, zoals alle partijen, haar activiteiten. Hoewel de verleiding voor de PDP groot was om samen te werken met het Vichy-regime (bescherming van de familie, instelling van beroepsorganisaties, enzovoorts), bleef collaboratie bij de meeste partijleden achterwege. Sterker nog: een groot aantal van hen (o.a. Georges Bidault) traden toe tot het verzet.
Na de bevrijding (1944) herrees de PDP niet. Voor haar in de plaats kwam de centrumlinkse Christendemocratische Mouvement Républicain Populaire (Republikeinse Volksbeweging). Georges Bidault (voorzitter van 1949 tot 1952), Jean Raymond-Laurent en Charles Flory waren betrokken bij de oprichting van de MRP.
Generaal Cochet, Rémy Roure, Alphonse Juge, en anderen weigerden zich bij de MRP aan te sluiten en richtten de Parti Démocrate (Democratische Partij) op, die toetrad tot de verkiezingsalliantie Rassemblement des Gauches Républicaines (Groepering van Linkse Republikeinen). Later ging de PD op in de UDSR van René Pleven en François Mitterrand.
Hoewel de PDP haar best deed om alle rooms-katholieke politieke krachten in Frankrijk te verenigen, slaagde ze hier niet in. Links van de PDP stond de Jeune République (Jonge Republiek) van Marc Sangier. Andere kleine katholieke partijen waren de Indépendants d'Action Populaire (Onafhankelijken van de Volksactie) en de Groupe Républicain et Social (Republikeinse en Sociale Groep) van Georges Pernot. Binnen de Fédération Républicaine (Republikeinse Federatie) en de andere Franse partijen bevonden zich ook katholieke politici.

## Lijst van voorzitters
| Persoon                     | Periode     |
| --------------------------- | ----------- |
| Georges Thibout             | 1924 - 1929 |
| Auguste Champetier de Ribes | 1929 - 1940 |

## Secretaris-generaal
| Persoon                     | Periode     |
| --------------------------- | ----------- |
| Auguste Champetier de Ribes | 1924 - 1940 |

## Zetelverdeling in de Kamer van Afgevaardigden
| 1924 | 14 |
| 1928 | 19 |
| 1932 | ?  |
| 1936 | 14 |